# Kim Gu
Kim Gu (Koreaans: 김구, Hanja: 金九, bijgenaamd BaikBeom (백범); Hwanghae-namdo, 29 augustus 1876 - Seoel, 26 juni 1949) was een Zuid-Koreaans politicus en de zesde en laatste president van het voormalige Korea tussen 1940 en 1948.